# مکسودپور
مکسودپور (به لاتین: Muksudpur) یک منطقهٔ مسکونی در بنگلادش است که در ناحیه گوپال‌گنج واقع شده‌است. مکسودپور ۳۰۹٫۶۳ کیلومتر مربع مساحت و ۲۸۹٬۴۰۶ نفر جمعیت دارد.